# بابليت
بابليت (بالكردية: Bablîtê‏) هي قرية سوريّة تتبع إداريّاً لمحافظة حلب منطقة عفرين ناحية مركز عفرين. بلغ تعداد سكانها 164 نسمة حسب التعداد السكاني لعام 2004، و2251 نسمة حسب قيود السجل المدني لنهاية عام 2005.